# Кампанулиды
Кампанулиды — дочерняя группа (клада) неопределённого ранга, входящая в состав клады  Астериды, которая включается в более крупную кладу Суперастериды, которая включается в кладу Эвдикоты  в системах классификации Покрытосеменных, разработанных «Группой филогении покрытосеменных» (Angiosperm Phylogeny Group, APG) — APG I (1998), APG II (2003), APG III (2009) и APG IV (2016).
В соответствии с определениями последней версии системы APG IV (2016) традиционные научные латинские названия таксономических рангов выше Порядка (лат. ordo), такие как Класс (лат. classis) и Отдел (лат. divisio), не употребляются, вместо них используются англоязычные эквиваленты без уточнения иерархического положения, которое заменяется общим термином клада.
Название клады Кампанулиды (англ. Campanulids) отражает историческое наследование основного состава этой группы от порядка Колокольчикоцветные (Campanulales), входящего в порядок Астроцветные (Asterales).

## Состав клады в APG IV[2]
В группу «Астериды» в Системе классификации APG IV (2016) входят следующие таксоны (семейства, входящие в состав порядков, в списке не приведены):
клада Цветковые (англ. Angiosperms)
клада Эвдикоты (англ. Eudicots)
клада Суперастериды (англ. Superasterids)
клада Астериды (англ. Asterids)
клада Кампанулиды (англ. Campanulids)
Порядок Падубоцветные (Aquifoliales)
Порядок Астроцветные (Asterales)
Порядок Эскаллониецветные (Escalloniales)
Порядок Бруниецветные (Bruniales)
Порядок Паракрифиецветные (Paracryphiales)
Порядок Ворсянкоцветные (Dipsacales)
Порядок Зонтикоцветные (Apiales)